# Boot Configuration Data
Boot Configuration Data (BCD) ist eine Firmware-unabhängige Datenbank für Konfigurationsdaten, die vom Betriebssystem Windows während des Bootens benötigt werden („Startkonfigurationsdaten-Speicher“). Sie ersetzt die Datei boot.ini, die vom NT-Loader genutzt wurde. BCD wird von Microsofts Bootmgr genutzt. Dieser Bootmanager wird in den Windows-Versionen ab Windows Vista und jünger genutzt.

## Weitere Einzelheiten
Boot Configuration Data wird im selben Format wie die Hauptschlüssel der Windows-Registrierungsdatenbank in einer Datendatei gespeichert. Die Datei befindet sich in der Regel entweder auf der EFI-Systempartition (auf Maschinen, die Extensible Firmware Interface Firmware nutzen), oder in der obersten Ebene der Systempartition bzw. im Ordner Boot dieser Partition (auf Maschinen, die ein BIOS als System-Firmware nutzen).
Die Boot Configuration Data sind anders als die boot.ini nicht mit einem gewöhnlichen Text-Editor les- und veränderbar. Unter Windows selbst gestatten nur die erweiterten Systemeigenschaften der Systemsteuerung/System bzw. MSConfig eingeschränkt Zugriff. Um Einträge einzusehen, hinzufügen, zu löschen oder umzubenennen ist das von Microsoft bereitgestelltes Kommandozeilen-Tool BCDEdit[.exe] nötig. Vollständiger Zugriff ist über die Windows Management Instrumentation Programmschnittstelle, via RegEdit (die BCD-Datei muss vorher mittels „Struktur laden“ eingehängt werden) oder über sogenannte 3rd-Party-Tools möglich (also Werkzeuge von Drittanbietern). Letztere, beispielsweise EasyBCD, erlauben eine fortgeschrittenere Handhabung (mit grafischer Oberfläche) und bieten Unterstützung auch für andere Betriebssysteme als Windows.
Boot Configuration Data enthält die Menü-Einträge, die vom Windows Bootmanager angezeigt werden, ähnlich wie bei der Datei boot.ini, die die Menüeinträge enthielt, die vom NT-Loader NTLDR angezeigt wurden. Diese Menüeinträge können enthalten:
- Die Auswahlmöglichkeit Windows zu booten, indem winload.exe aufgerufen wird.
- Die Auswahlmöglichkeit Windows vom Ruhezustand fortzusetzen, indem winresume.exe aufgerufen wird.
- Die Auswahlmöglichkeit, eine frühere Version von Windows zu starten, indem der NT-Loader aufgerufen wird.
- Die Auswahlmöglichkeit, einen Bootsektor zu laden und auszuführen, wodurch dann möglicherweise andere Bootloader gestartet werden (z. B. GRUB).